# Margraviato di Landsberg
Il margraviato di Landsberg (in tedesco Mark Landsberg) fu una marca del Sacro Romano Impero che esistette dal XIII al XIV secolo sotto il dominio della dinastia Wettin. Prende il nome dal castello di Landsberg nell'attuale Sassonia-Anhalt.

## Geografia
Il territorio situato nella regione storica dell'Osterland comprendeva la parte più occidentale della marca della Lusazia (marca orientale sassone) tra i fiumi Saale e Mulde. Comprendeva la fortezza margraviale di Landsberg e la vicina città di Delitzsch, oltre all'adiacente area di Lipsia che un tempo faceva parte del margraviato di Meißen. Si estendeva fino all'antica contea di Groitzsch a sud, e fino a Sangerhausen a ovest, compresa la città di Weißenfels che divenne la residenza margraviale. La marca comprendeva anche il castello di Grimma e l'ex città Pleissnerland di Zwickau.

## Storia

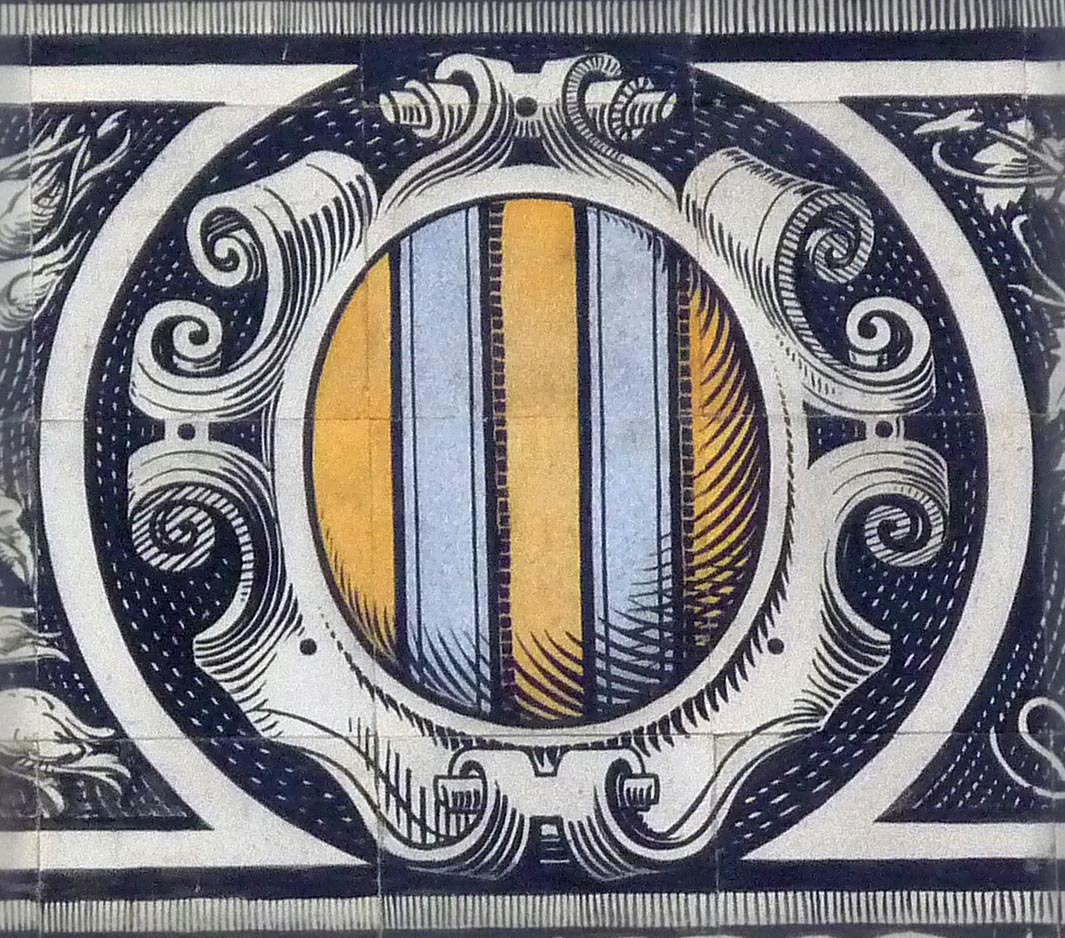
Stemma di Landsberg raffigurato nel Fürstenzug di Dresda

Alla morte del margravio Corrado nel 1156, i domini Wettin di Meißen e Lusazia vennero riorganizzati: il figlio minore di Corrado, il margravio Teodorico II di Lusazia fece erigere il castello di Landsberg e dal 1174 iniziò a definirsi "margravio di Landsberg".
Tuttavia, uno stato imperiale a sé stante non fu istituito fino al 1261, quando il margravio Enrico l'Illustre (senza nessuna base legale) separò il territorio di Landsberg occidentale dalla marca di Lusazia, creando quindi il margraviato di Landsberg per il secondogenito Teodorico di Landsberg. Dopo che il figlio di Teodorico, Federico Tuta, morì senza eredi maschi nel 1291, suo zio, il margravio Alberto II di Meißen, vendette la marca al margravio ascanide Ottone IV di Brandeburgo.
Nel 1327 il duca Magnus I di Brunswick-Lüneburg della dinastia Welfen ottenne Landsberg sposando Sofia di Brandeburgo-Stendal, la sorella dell'ultimo dinasta ascanide Enrico II, oltre che nipote del re tedesco Ludovico il Bavaro, che aveva conquistato i possedimenti di Brandeburgo nel 1320. Il duca Magnus vendette Landsberg al margravio Federico II di Meißen nel 1347 e in questo modo l'ex margraviato tornò infine alla dinastia Wettin.

## Elenco dei margravi
Dinastia Wettin 
- Teodorico, 1265 – 1285, figlio del margravio Enrico l'Illustre
- Federico Tuta, 1285 – 1291, figlio del precedente, anche margravio di Lusazia dal 1288

La marca fu ceduta ad Alberto II di Meißen, il quale la vendette al Brandeburgo.
 Dinastia ascanide 
- 1291-1298: Corrado, Ottone IV con la Freccia, Enrico I Senza Terra, Ottone V l'Alto, Alberto III
- 1298-1300: Corrado, Ottone IV con la Freccia, Enrico I Senza Terra, Alberto III, Ermanno I l'Alto
- 1300-1304: Corrado, Ottone IV con la Freccia, Enrico I Senza Terra, Ermanno I l'Alto
- 1304-1308: Ottone IV con la Freccia, Enrico I Senza Terra, Ermanno I l'Alto
- 1308-1317: Enrico I Senza Terra, Valdemaro I il Grande, Giovanni V l'Illustre
- 1317-1319: Valdemaro I il Grande
- 1319-1320: Enrico II il Fanciullo
- 1320-1347: Sofia

Sofia sposò Magnus I di Brunswick-Wolfenbüttel
 Dinastia dei Welfen 
- 1327-1347: Magnus I, duca di Brunswick-Lüneburg, 1327-1347, per matrimonio con Sofia di Brandeburgo-Stendal

Venduto al margraviato di Meißen.